# Jugowski Potok
Jugowski Potok (niem. Hausdorfer Bach) – strumień górski w Sudetach Środkowych w Górach Sowich w woj. dolnośląskim.

## Przebieg i opis
Górski strumień o długości 9,4 km, lewy dopływ Włodzicy. W części źródliskowej składa się z kilku strumyków, z których największy wypływa z małego bagienka na wysokości około 900 m n.p.m. spod południowego grzbietu Koziej Równi w Górach Sowich. Strumień w górnym biegu spływa bardzo stromą, zalesioną doliną, której zbocza miejscami przechodzą w skalne zręby, a dalej doliną oddzielającą Wzgórza Wyrębińskie od Gór Sowich wzdłuż drogi lokalnej Nowa Ruda – Walim w kierunku ujścia do Włodzicy w Nowej Rudzie. W korycie strumienia występują małe progi skalne. Dolina Jugowskiego Potoku należy do ładniejszych zakątków Gór Sowich. Zasadniczy kierunek biegu Jugowskiego Potoku jest południowy. Jest to strumień górski zbierający wody z południowych zboczy Gór Sowich. Wzdłuż potoku na całej prawie długości położona jest miejscowość Jugów. Potok w większości swojego biegu jest uregulowany o wartkim prądzie wody.

## Miejscowości, przez które przepływa
- Jugów
- Nowa Ruda